# Ortstaxe
Dieser Artikel wurde aufgrund inhaltlicher und/oder formaler Mängel auf der Qualitätssicherungsseite des Portals Wirtschaft eingetragen. 
Du kannst helfen, indem du die dort genannten Mängel beseitigst oder dich an der Diskussion beteiligst.

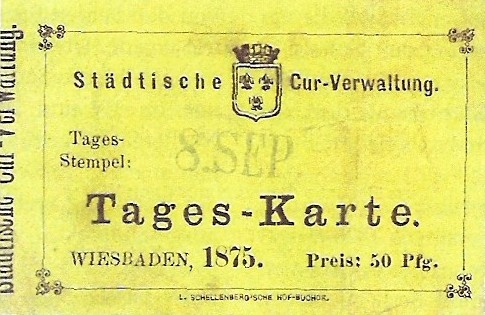
Kurkarte Wiesbaden 1875

Die Ortstaxe (auch: Aufenthaltsabgabe, Beherbergungstaxe, Gästetaxe, Kurabgabe, Kurtaxe, Nächtigungtaxe oder Kurbeitrag) ist eine Form einer Tourismus- oder Fremdenverkehrssteuer. Dabei handelt es sich meist um eine Gemeindesteuer, die in auf Gemeindeebene je Person und entgeltlicher Übernachtung in einem Gemeindegebiet erhoben wird.

## Geschichte
Das Entrichten einer Kurtaxe war schon 1507 in Baden-Baden, das seit 1306 Baderecht (Thermalquellen) hatte, üblich. In Österreich lässt sich die Existenz solcher Abgaben jedenfalls ab 1842 im Kurort Bad Ischl nachweisen. Mit Aufkommen des Fremdenverkehrs in der zweiten Hälfte des 19. Jahrhunderts wurden derartige Nächtigungsabgaben in vielen Orten üblich und trugen wesentlich zur Finanzierung und Blüte der Fremdenverkehrsorte bei.

## Begriffliche Abgrenzung
Eine Orts- oder Kurtaxe ist eine Form der Beherbergungsabgabe, wobei Kurtaxen in Österreich nur in speziell definierten Kurorten erhoben werden dürfen. Es wird damit indirekt die Zurverfügungstellung der touristischen Infrastruktur abgegolten, also jene Vorteile, die der Fremde durch den Aufenthalt erhält. Davon abzugrenzen sind die Interessentenbeiträge. Dabei handelt es sich um in Österreich übliche Abgaben, die lokale Unternehmen – abgestuft nach dem Nutzen, den sie aus dem Tourismus ziehen – an die Gemeinde bzw. die jeweiligen Tourismusverbände zu bezahlen haben.
Zu unterscheiden ist die Ortstaxe von der Hotelsteuer: Letztere bezeichnet umgangssprachlich die in Deutschland auf das Übernachtungsentgelt erhobene Umsatzsteuer. Seit dem 1. Januar 2010 wird diese für Übernachtungen nicht mehr mit dem vollen, sondern nur noch mit dem ermäßigten Steuersatz erhoben. Obwohl im Bundestagswahlkampf 2009 CSU, FDP und Die Linke genau das verlangt hatten, stieß diese Steuersatzsenkung bei vielen Kommunen auf Missbilligung. In der Folge führten verschiedene Gemeinden eine kommunale Abgabe ein (Bettensteuer).

## Zweck und Abwicklung
Die Ortstaxe wird von auswärtigen Gästen, also im Allgemeinen für jede Person erhoben, die nicht in der Gemeinde ansässig ist, also keinen Haupt- oder ständigen Wohnsitz dort hat. Die Ortstaxe kann weiterhin von Besitzern von Zweitwohnsitzen (Ferienwohnungen oder Ferienhäusern), für Wohnwagenstellplätze und Campingplätze, in Meeresgegenden auch auf Hafenanleger erhoben werden. In Österreich und Deutschland existiert in einigen Bundesländern eine eigene Zweitwohnsitzabgabe, die die speziellen durch Zweitwohnsitze verursachte Kosten (z. B. großes, kaum verwendetes Kanal- und Straßennetz) abzugelten versucht.
Die Ortstaxe spielt in deutschen Tourismusregionen eine große Rolle, wo sie einen bedeutenden Beitrag zum Kommunalbudget leistet und der Finanzierung der Tourismusinfrastruktur dient. Sie bildet im Allgemeinen zusammen mit den Pflichtabgaben der Tourismusbeteiligten die Finanzierung der örtlichen Tourismusorganisation, in unterschiedlichem Verhältnis: Grindelwald Tourismus etwa finanziert sich zu 87 % aus der Kurtaxe (2007), Salzburger Land zur Hälfte (2005), für die Tirol Werbung hingegen macht die Ortstaxe nur etwa 30 % aus.
Die Ortstaxe wird entweder vom Wohnungsinhaber (also dem Vermieter beziehungsweise Quartiergeber in der Hotellerie) an die Gemeinde abgeführt, oder muss vom Gast selbst bezahlt werden – sie ist meist mit der Anmeldung verbunden (Meldepflicht des Reisenden), im Beherbergungsbetrieb oder bei der örtlich zuständigen Meldebehörde, etwa dem Tourismusbüro, bei Erwerb der Kurkarte oder bei Abgabe des Hafentarifs.
Die Ortstaxen sind in den einschlägigen Tourismus- oder Kommunalabgabegesetzen geregelt, werden in der Höhe aber meist von den Gemeinden in Zusammenarbeit mit dem ansässigen Tourismusverbänden und anderen Interessensgemeinschaften festgelegt (in Österreich beispielsweise werden Ortklassen gebildet, die von der Tourismusintensität im Raum abhängen, die Abgabe wird zwischen Gemeinde und Tourismusverband, teilweise auch Landestourismusorganisation aufgeteilt). Eine Staffelung der Höhe nach Saison, und Ermäßigungen oder Befreiung für Kinder und Jugendliche, und auch für andere finanziell schwächere Gruppen, sind allgemein üblich.
Verschiedene Schweizer Gemeinden wie Zermatt und Lauterbrunnen planen als Maßnahme gegen den Übertourismus durch ausländische Reisegäste – die oftmals mit Reisebussen nur für wenige Stunden einen Ort besuchen – eine Ortstaxe für Tagestouristen einzuführen.

## Die Ortstaxe als Raumordnungsinstrument
Da mit der Freizügigkeit in der Europäischen Union der Ausländergrundverkehr nicht behindert werden darf, wird etwa im Alpenraum das Kalte-Betten-Problem (lokales Überhandnehmen der Zweitwohnsitze) über Abgaben zu steuern versucht. Neben der Ortstaxe, die in der Regel die Übernachtung einer ortsfremden Person besteuert, wird in Österreich teilweise versucht, die Kosten der Kommunen durch eine Zweitwohnsitzabgabe zumindest teilweise zu kompensieren.
So beträgt etwa in Velden am Wörther See, Kärnten, die Kurtaxe pro Tag und Nacht je nach Saison und Zone 0,58 Euro bis 1,31 Euro, die pauschalierte Ortstaxe, die der Zweitwohnsitzeigentümer abzuführen hat, bei Wohnnutzfläche bis zu 60 m² auf 100 Nächtigungen gerechnet 94 Euro/Jahr, 60–100 m² auf 150 Nächtigungen gerechnet 142 Euro/Jahr, über 100 m² auf 200 Nächtigungen gerechnet 188 Euro/Jahr.

## Die Erhebung der Ortstaxe

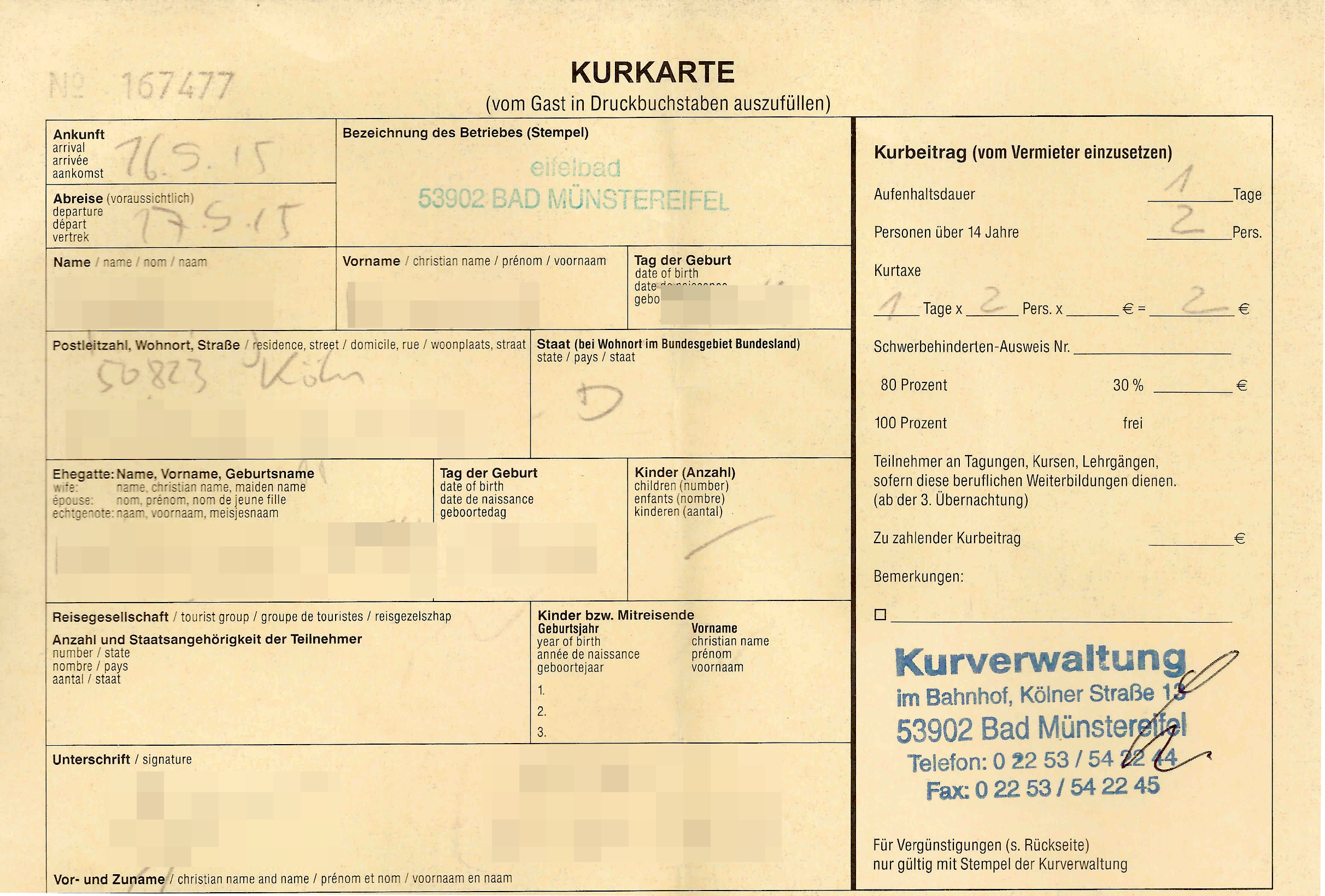
Erhebung der Ortstaxe/Kurtaxe in Bad Münstereifel, 2015. Der hier abgebildete Durchschlag ist die Kurkarte, das Original ist der Meldeschein, der vom ausgebenden Betrieb einbehalten wurde

Die Ortstaxe wird in der Regel vom Beherbergungsbetrieb zusammen mit den Übernachtungskosten erhoben und gesondert auf der Rechnung ausgewiesen. Der Beherbergungsbetrieb treibt also im Auftrag der Gemeinde die Kurtaxe bei den auswärtigen Übernachtungsgästen ein und reicht diese dann an die Gemeinde weiter. Häufig sind Schwerbehinderte, deren Begleitpersonen und Geschäftsreisende von der Kurtaxe ausgenommen.
Jede Ortstaxe erhebende Gemeinde schreibt Höhe, saisonale Sätze und befreite Personengruppen in ihrer Satzung fest. Anwendung und Verwendung der Kurtaxe sind damit zweifelsfrei und verbindlich festgelegt.
Zur Erhebung der Kurtaxe werden sogenannte Meldescheine zur Kurtaxenabgabe verwendet. Diese Meldescheine werden vom Gast bei der Ankunft beim Beherbergungsbetrieb mit den personenbezogenen Daten, abrechnungsrelevanten Informationen sowie An- und Abreisedaten ausgefüllt. Neben dem herkömmlichen Papierformular werden auch vermehrt elektronische Meldescheinverfahren eingesetzt, welche die benötigten Informationen direkt aus der Hotelsoftware heraus übernehmen und zur Abrechnung an die Gemeinde übermitteln. Der Einsatz dieses elektronischen Meldescheines ist rechtlich nicht zweifelsfrei geklärt. Dennoch wird der Einsatz durch die Behörden geduldet. Die übliche Art der Datenerhebung ist jedoch der amtliche Meldeschein, der entweder von der Gemeinde zur Abrechnung erfasst wird oder per Dokumentenscanner ausgelesen und zur Abrechnung gebracht wird.

## Beispiele für Orts-/Kurtaxen
| Land/Region                    | Taxe pro Kopf und Tag/Nacht           |
| ------------------------------ | ------------------------------------- |
| Österreich: Burgenland         | 2,50 Euro                             |
| Österreich: Wien               | 3,2 % des Beherbergungsentgelts       |
| Österreich: Salzburger Land    | 1,10 Euro                             |
| Österreich: Tirol              | 0,55 – 3,50 Euro                      |
| Kroatien                       | 2,00 – 7,00 kn (ca. 0,30 – 1,00 Euro) |
| Deutschland: Baden-Baden       | 1,40/3,20 Euro                        |
| Deutschland: Hamburg           | ab 0,50 Euro                          |
| Deutschland: Dresden           | 6 %                                   |
| Deutschland: Frankfurt am Main | 2,00 Euro                             |
| Deutschland: Wangerooge        | 1,20 Euro – 3,70 Euro                 |
| Spanien: Barcelona             | 0,65 Euro – 2,25 Euro                 |
| Schweiz: Grindelwald           | 5,20 Franken bzw. Euro (Januar 2024)  |

### Österreich
In den einzelnen Ländern gibt es neben der Ortstaxe auch eine Tourismusabgabe als Pflichtbeitrag für die von der am Tourismus direkt oder auch nur indirekt partizipierenden Wirtschaft.

### Polen
Die Klimagebühr wird in touristischen Orten wie Kolberg, Danzig, Swinemünde und Zakopane erhoben. In Świnoujście z. B. beträgt sie im Jahr 2024 6,20 Złoty (~ 1,55 €).

### Schweiz
In den meisten Kantonen der Schweiz wird eine Beherbergungsabgabe/Kurtaxe für Übernachtungen in Ferienwohnungen, Chalets, Ferienheimen und Hotels erhoben. Nur der Kanton Zürich und Kanton Thurgau kennen keine solchen Abgaben. In den Kantonen Solothurn, Graubünden und Aargau erlaubt das Gesetz den Gemeinden (Aargau: nur Gemeinden mit Kurbetrieben) die Erhebung einer solchen Abgabe, verpflichtet sie aber nicht dazu. Der Bezug erfolgt in der Regel durch die örtlichen Verkehrsvereine, manchmal aber auch durch die Gemeinde.
In den meisten Kantonen werden die Abgaben von allen Personen erhoben, die gegen Entgelt übernachten und ihren Wohnsitz nicht in der jeweiligen Gemeinde haben. In anderen Kantonen werden die Abgaben für alle Übernachtungen in gewerblichen Beherbergungsbetrieben erhoben (z. B. Basel-Landschaft) oder pauschal von Betrieben des Gastgewerbes (z. B. Obwalden/Nidwalden).
In einigen Kantonen wird unterschieden zwischen der Kurtaxe, welche vom Gast zu entrichten ist und der Beherbergungsabgabe, welche vom Vermieter zu entrichten ist. Die Einnahmen der Kurtaxe kommen in den meisten Fällen vollumfänglich den Gästen zugute (Eintrittsverbilligung in Schwimmbädern, Verbilligung beim Minigolf usw.) Die Beherbergungsabgabe hingegen dient der Finanzierung der Werbung des jeweiligen Gebietes und der Erhaltung sowie Erweiterung der Infrastruktur. Die Beherbergungsabgabe wird vom Betreiber des Objektes entrichtet, sie ist meist schon in den Übernachtungskosten inbegriffen. Es steht dem Betreiber frei, diese Kosten separat auszuweisen, dies geschieht in der Regel aber nicht.
Die Abgaben variieren von Kanton zu Kanton und betragen zum Beispiel im Kanton Bern CHF 4,00 pro Person und Übernachtung, zuzüglich CHF 0,60 Beherbergungsabgabe.
Im Kanton Thurgau erheben diejenigen Betriebe, welche der privaten Branchenorganisation Thurgau Tourismus angeschlossen sind, seit dem 1. Mai 2014 einen „Tourismusbeitrag“ für Personen ab 18 Jahren in der Höhe von CHF 1,50. Dabei handelt es sich jedoch nicht um eine gesetzlich vorgeschriebene Abgabe.

### Deutschland
- Seit dem 1. November 2010 erhebt die Stadt Dortmund eine Beherbergungsabgabe. Sie beträgt 7,5 % des Übernachtungsentgelts und muss vom Übernachtungsgast im Hotel entrichtet werden.
- Seit dem 1. Januar 2011 wird in Erfurt die sogenannte „City Tax“ erhoben.
- Die Kulturförderabgabe der Stadt Köln wird seit dem 1. Januar 2013 nur noch für private Übernachtungen erhoben.
- In Bremen wird seit dem 1. Januar 2013 eine Tourismusabgabe/City-Tax nur für private Übernachtungen erhoben (Gesetzblatt der Freien Hansestadt Bremen vom 21. Dezember 2012, Nr. 22, S. 554).
- In Berlin gilt seit dem 1. Januar 2014 eine Citytax in Höhe von 5 %. Sie muss vom Übernachtungsgast im Hotel entrichtet werden. Auch Geschäftsreisen sind seit dem 1. April 2024 betroffen und erhalten keine Befreiung durch die Vorlage einer Bescheinigung des Arbeitgebers mehr.[25] Klassenfahrten in Berlin sind weiterhin von der Citytax ausgeschlossen.[26]
- In Leipzig waren ab 2019 3 Euro Gästetaxe pro Übernachtung zu entrichten. Diese Regelung wurde jedoch 2022 vom Oberverwaltungsgericht für unzulässig erklärt. Seit April 2023 ist eine Beherbungssteuer von 5 % des Übernachtungspreises zu zahlen.[27]